# Yannick Mantese
Pas d'image ? Cliquez ici

a Compétitions nationales et continentales officielles uniquement.

b Matchs officiels uniquement.
Yannick Mantese, né le 14 mai 1961 à Villeneuve-sur-Lot, est un joueur français de rugby à XIII. Il évolue au poste de talonneur.
Au cours de sa carrière, il joue sous les couleurs de Tonneins, Paris-Châtillon et Albi, et compte deux sélections en équipe de France.

## Palmarès

### Détails en sélection
| 1. | 24 novembre 1985 | Nouvelle-Zélande | 0-22 | Test-match     | Talonneur | - | - | - | - |
| 2. | 24 janvier 1987  | Angleterre       | 4-52 | Coupe du monde | Talonneur | - | - | - | - |